# Предвечерје (филм)
Предвечерје (енгл. „Evening“) је америчка драма из 2007. године, у режији Лајоша Колтаја, а по сценарију Сузан Мајнот.

## Радња
Умирућа Ен Лорд (рођена Грант) присећа се догађаја од пре четрдесет година, када је њу, кабаре певачицу, на венчање позвала њена најбоља другарица са колеџа Лила Витенборн у породичну вилу у Њупорту. Тада су се десили најрадоснији (упознавање са Харисом) и најтрагичнији (апсурдна смрт Бадија) догађаји у Енином животу, који је и даље муче до последњих минута њеног живота.
Уз кревет мајке на самрти дежурају њене ћерке (из различитих бракова) - најстарија Кони (удата и са децом) и најмлађа Нина (мучена потребом да се одлучи о свом породичном животу). Покушавајући да схвате нешто о прошлости из раштрканог мрмљања мајке, сестре истовремено покушавају да реше своје личне и породичне проблеме.
Непосредно пре њене смрти, стару пријатељицу посећује Лила Рос, коју Ен није видела свих ових година. А Лилине речи теше Ен. Док Лила одлази, она уверава Нину да њихова мајка није погрешила у животу, дајући њеној најмлађој ћерки самопоуздање.

## Улоге
| Глумац           | Улога                |
| ---------------- | -------------------- |
| Ванеса Редгрејв  | Ен Грант Лорд        |
| Наташа Ричардсон | Констанс Лорд        |
| Тони Колет       | Нина                 |
| Клер Дејнс       | млада Ен             |
| Мами Гамер       | млада Лила Витенборн |
| Хју Денси        | Бади                 |
| Патрик Вилсон    | Харис Арден          |
| Мерил Стрип      | Лила Витенборн       |
| Глен Клоуз       | гђа. Витенборн       |